# Babson College
El Babson College és una escola de negocis privada de Wellesley, Massachusetts, creada el 1919. Actualment, és l'escola privada d'estudis empresarials més prestigiosa dels Estats Units.
Va ser fundada per Roger W. Babson com a institut de negocis per homes. Avui en dia, l'escola ofereix títols de grau en administració i direcció d'empreses, i els estudiants de grau tenen l'oportunitat d'assolir coneixement en més de vint-i-cinc àrees d'estudi. També ofereixen màsters en administració d'empreses, finances, comptabilitat, lideratge emprenedor i gestió. Sovint citada com la Escola dels Emprenedors, és coneguda per submergir els seus estudiants en l'estil de vida i la cultura emprenedora. Actualment ofereix prop de 55 estudis de grau de cursos relacionats amb l'emprenedoria. Aquests cursos s'imparteixen conjuntament amb els cursos tradicionals, que representen més del 60% del programa d'estudis típic d'un estudiant. Cada curs d'emprenedoria del Babson College és impartit per professors que han començat, venut, comprat o exercit negocis amb èxit. A més, té una taxa d'acceptació de graduats del 26%.
El Babson College ha aparegut com la primera escola de negocis als rànquings del U.S. News & World Report, durant gairebé tres dècades. El 2014, la revista Money Magazine (de la CNN) la va situar com a primera universitat del país per valor, i el 2015, la va situar en segon lloc. The Economist va classificar al Babson College segon a la seva llista de millors universitats del 2015 pel que fa a superació d'expectatives de guanys. El Màster en administració d'empreses del Babson College també ha estat classificat en primera posició en creació d'empreses durant més de vint anys al U.S. News & World Report.

## Història

### Segle XX

#### El Babson Institute
El 3 de setembre de 1919, amb 27 alumnes matriculats, el Babson Institute va celebrar les seves primeres classes a l'antiga casa de Roger i Grace Babson a Abbott Road a Wellesley Hills. Roger Babson, el fundador de l'escola, va tractar de diferenciar el Babson Institute de les altres escoles de negocis. L'institut va proporcionar formació intensiva en els fonaments de la producció, finances i distribució en només un any acadèmic, en lloc d'en quatre. El currículum estava estructurat en quatre àrees temàtiques: economia practica, gestió financera, psicologia empresarial i eficiència personal (que inclou temes com l'ètica, la higiene personal i les relacions interpersonals). El programa assumia que els alumnes aprendrien arts i ciències en altres llocs.
El senyor Babson va afavorir una combinació de treballs de classe i formació empresarial real. Els empresaris amb experiència formaven la major part de la facultat. Per preparar millor els alumnes per a la realitat del món empresarial, l'Institut se centrava més en l'experiència pràctica i menys en les conferències. Els estudiants treballaven en projectes de grup i de presentacions a classe, observaven els processos de fabricació durant les sortides de camp a la zona de fàbriques i empreses, es reunien amb directius i executius, i veien pel·lícules industrials els dissabtes al matí.
L'institut també ha mantingut un ambient empresarial com a part de la vida quotidiana de l'alumnat. Els estudiants, obligats a vestir professionalment, mantenien horaris regulars de negocis (de 8:30 del matí a les 5 de la tarda, de dilluns a divendres, i de 8:30 fins al migdia el dissabte). També se'ls va assignar un escriptori d'oficina equipat amb telèfon, màquina d'escriure i un dictàfon. Les secretaries personals escrivien els treballs i la correspondència dels alumnes, en un esforç per reflectir el món de l'empresa. Roger Babson tenia l'objectiu de «preparar els seus alumnes per entrar a les carreres triades com a directius, no com a treballadors anònims».
El 1969, la llicenciatura de 3 anys en ciències d'administració d'empreses del Babson Institute, encara només per homes joves, es va convertir en una llicenciatura de 4 anys, l'Institut es va convertir en una Escola, i les dones van ser admeses per primera vegada.

### Segle XXI

#### Col·laboració entre escoles
El Babson College està implicat en una triple col·laboració entre escoles amb l'Olin College i el Wellesley College.

## Campus

### Campus Wellesley
La residència principal del campus del Babson College, el Campus Wellesley, ocupa una superfície de 1,4 km² i està situat al Babson Park de Wellesley, Massachusetts, només a catorze quilòmetres a l'oest de Boston. i es troba al costat de l'Escola d'Enginyeria Franklin W. Olin. Els estudiants de grau i postgrau tenen l'oportunitat d'utilitzar els serveis del campus, entre els que es troben el centre d'estudiants, la cafeteria, la Biblioteca Horn, diversos centres i instituts, el centre de fitness o el centre d'arts, entre d'altres. Els visitants es poden allotjar en habitacions per convidats prop del centre de convencions.

#### El Babson Globe
El Babson Globe, de 25 tones i 8,5 metres de diàmetre, és una fita destacable del campus. Construït el 1955 per Roger Babson amb un cost de 200.000 dòlars, originalment girava tant sobre el seu eix i com sobre la seva base, mostrant el dia, la nit i la progressió de les estacions de l'any. Es va deixar deteriorar i les rajoles que el cobrien van caure el 1984. El 1988 tenia l'aparença d'una esfera rovellada. L'administració va anunciar la seva destrucció, però estudiants, professorat i antics alumnes indignats, van iniciar una campanya per a recaptar diners per a la seva restauració. El 1994 el globus va ser reformat, tot i que ja no gira. Durant molts anys va ser el globus amb rotació el més gran del món i segueix sent un dels més grans mai construïts.

### Babson Boston
L'aula i espai per esdeveniments Babson Boston, situat al número 100 de Hight Street, li dona a l'escola presència al centre de Boston i connecta els recursos de la universitat amb les empreses i organitzacions innovadores i líders del districte financer de Boston. Inaugurat l'any 2016, aquesta instal·lació proporciona l'oportunitat d'oferir màsters en una ubicació ideal per als estudiants. En el transcurs de l'any acadèmic, els estudiants tenen accés a Boston a les oficines i els recursos de l'escola, com programes de postgrau, el Centre de Postgrau per al Desenvolupament de la Carrera, la oficina d'admissió i la xarxa d'antics alumnes. Entre 2011 i 2016, el campus Babson Boston es trobava al 253 de Summer Street, al districte de la innovació de Boston.

### Babson San Francisco
El Babson San Francisco amplia l'Acció i el Pensament Emprenedor a la costa oest, a través del programa Babson's Blended Learning MBA, una experiència de grau semestral, i una educació executiva personalitzada, alhora que connecta els estudiants, el professorat i els antics alumnes amb l'ampli ecosistema empresarial de la zona de la badia de San Francisco.

## Estudis acadèmics

### Estudis de grau
El Babson College ofereix a tots els estudiants de grau un grau de ciències. Als estudiants també se'ls dona l'opció d'assolir coneixements a partir d'una àmplia gamma de temes, de diversos camps. Els programes han estat acreditats per l'Associació per d'Escoles Col·legiades Avançades de Negocis i la pròpia escola ha estat acreditada a la regió per l'Associació d'Escoles i Col·legis de Nova Anglaterra des de 1950.
El Babson College també ofereix estudis a l'estranger. El programa, que s'anomena "BRIC: La pedra angular de la Nova Economia Global", s'ofereix tant a joves com a gent més gran al semestre de tardor del curs acadèmic. Durant el curs uns 26 estudiants visiten i estudien a Rússia, la Xina i l'Índia. Dins de cada país, els alumnes estudien una gran varietat de classes que abracen diferents temes.
En els rànquings, Babson College estava al primer lloc entre totes les escoles i universitats de la nació segons la revista Money Magazine el 2014. L'any 2015, la revista el situà segon just darrere de la Universitat Stanford. El seu Màster en administració d'empreses ha estat classificat en primera posició durant vint-i-un anys consecutius al U.S. News & World Report, i va estar classificat en 56ena posició global i 26ena posició pel grau d'emprenedoria, a la classificació de 2014 del Bloomberg Businessweek. El grau d'Emprenedoria ha estat classificat en primera posició durant els últims 17 anys per U.S. News & World Report. En el seu informe de salaris de 2013-2014, Payscale.com va classificar al Babson College en cinquena posició de totes les escoles i universitats dels Estats Units, per davant d'escoles i universitats com Stanford, Harvard, Dartmouth, Columbia i Yale. Aquest rànquing representa un salari mitjà de meitat de carrera de 123.000 dòlars i un salari mitjà inicial de 59.700 dòlars. El 2012, Bloomberg Businessweek va classificar al Babson College onzè entre totes les escoles dels Estats Units basant-se en el retorn de la inversió. El Babson College es troba al capdavant del rànquing de l'escoles de negocis privades. Les altres són universitats més grans o escoles d'enginyeria. La revista Money Magazine de la CNN va classificar el Babson College cinquè en el seu rànquing de 2013 de les "Escoles amb els graduats més ben pagats", per sobre de l'MIT, Stanford i les escoles de l'Ivy League.

### Postgrau
El Babson College ofereix màsters en administració d'empreses a través de la seva Escola de Postgrau de Negocis F. W. Olin, que inclou un program d'un any, un programa de dos anys, un programa nocturn de 42 mesos, i el Blended Learning MBA Program amb campus situats a Boston i San Francisco. També ofereix un Màster de Ciència en Lideratge Emprenedor, Comptabilitat i Finances, un Certificat de Gestió Avançada i programes de Comptabilitat Avançada.

## Vida de l'estudiant

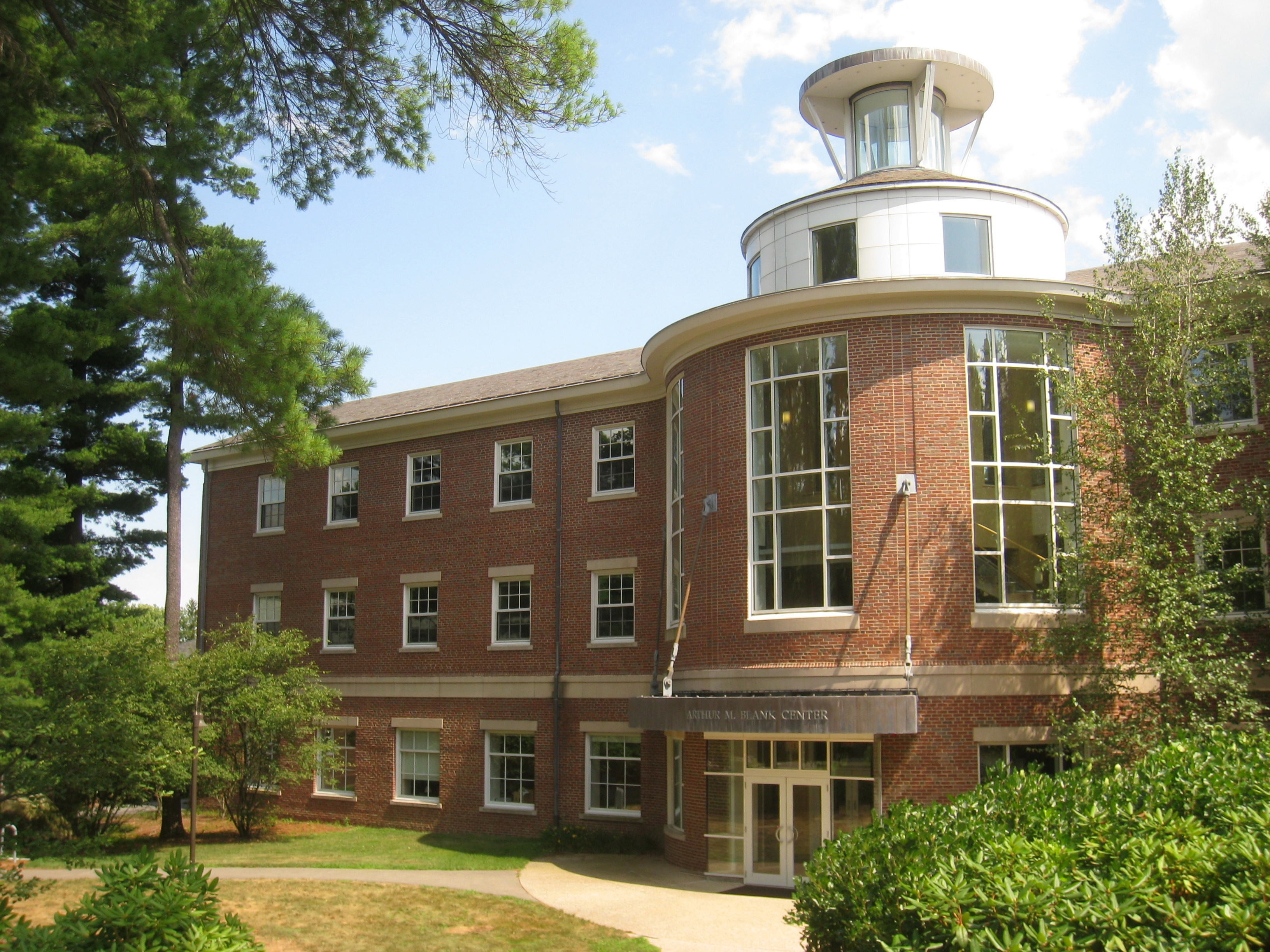
Centre Arthur M. Blank

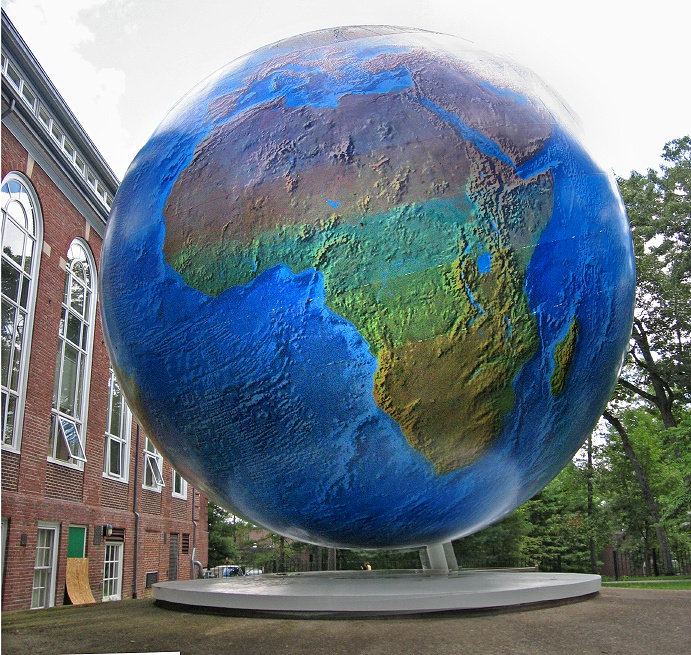
El Babson Globe

El 2013, 2.844 alumnes van assistir a Babson College, dels quals 2.015 eren estudiants de grau. Hi ha publicacions entre les que es troba una revista literària i hi ha diverses fraternitats al campus: Alpha Epsilon Pi, Chi Omega, Delta Tau Delta, Kappa Kappa Gamma, Sigma Kappa, i Sigma Phi Epsilon. També hi ha dos fraternitats professionals: Delta Sigma Pi i Alpha Kappa Psi. A més, hi ha la Ràdio Babson College, que es va iniciar el 1998. També hi ha una gran varietat d'edificis d'especial interès: E-Tower, ONE Tower: Origins of Necessary Equality, GIVE Tower, Healthy Living Tower, i Women Giving Back Tower.

## Esports
La mascota del Babson College és el "Castor" i els seus colors són el verd i el blanc. Hi ha 22 equips esportius universitaris, la majoria de les quals competeixen a la Conferència d'Atletisme de Nova Anglaterra de la Divisió III de la NCAA. Els equips d'esquí alpí d'homes i dones competeixen a l'Associació Col·legial d'Esquí i Snowboard dels Estats Units, i els homes de l'equip de lacrosse competeixen a la Pilgrim League. L'equip d'hoquei d'homes competeix a l'Conferència Est d'Atletisme Col·legiat i ha guanyat sis campionats, participant en la final en 9 dels últimes 12 campionats (2015). L'equip de golf competeix a la Conferència Col·legiada de Nova Anglaterra i va guanyar el títol l'any 2011, donant-los accés directe a la NCAA. El Babson Units Rugby Club va guanyar el campionat de la regió nord-est de l'Organització Nacional de Rubgy d'Escoles Petites en la modalitat de 7 rondes el 2016.

## Antics alumnes

### Negocis i esports
- Ernesto Bertarelli: Director general de Serono (el 36% de Serono es va vendre per un import de 10,6 milions de dòlars a Merck KGaA el 2006) i guanyador de la Copa Amèrica.[29]
- Arthur M. en Blanc: Co-Fundador de Home Depot i propietari dels Atlanta Falcons[30]
- Matt Taüt: Fundador i expresident de LowerMyBills.com, venuda el 2005 a Experian per 380 milions de dòlars.[31]
- Robert Davis: Fundador de Lycos i Director General/Conseller Delegat a Highland Capital Partners[32]
- Edsel Ford II: Director de Ford Motor Company
- William D. Green: Antic Director general i President Executiu d'Accenture
- Frederic C. Hamilton: President/Director general de Hamilton Brothers Petroleum Corporation[33][34]
- Andronico Luksic: President de Quiñenco, un holding del Luksic Grup
- David G. Mugar: Director general de Mugar Enterprises[35]
- Alberto Perlman: Co-fundador de Zumba Fitness[36]
- Aly Raisman: Sis vegades medallista olímpica (tres vegades Campiona Olímpica) en gimnàstica artística pels Estats Units
- Scott Sharp:- Pilot, campió de la Indy Racing League[37]
- Jacob Sprague: Membre de la Selecció de Rugby dels Estats Units[38]
- Akio Toyoda: President i Conseller Delegat de Toyota Motor Corporation

### Alimentació i oci
- Marc Bell: Antic Director general de Penthouse
- Terrell Braly: Antic Director General i co-fundador de Alamo Drafthouse Cinemas Franchise Systems Inc., fundador de Quiznos
- Anthony Carrino: Personalitat televisa[39]
- Gustavo Cisneros: President i Director general de la Organización Diego Cisneros[40]
- Roger Enrico: Antic President i Director general de PepsiCo i antic President de DreamWorks Animation SKG[41]
- Stephen Gaghan: Guanyador d'un Òscar al millor guió
- Daniel Gerber: Fundador de Gerber Baby Foods
- Mir Ibrahim Rahman: Director general de GEO TV

### Administració, educació i altres
- Craig Benson: President i Director General de Cabletron i antic Governador de New Hampshire
- W. Haydon Cremades: Antic Governador de Florida (1965-67)
- Marie Cavallier: Princesa Maria de Dinamarca
- Rudy Crew: Superintendent d'escoles públiques del Comtat de Miami-Dade[42]
- Ernest Dichmann Peek: Capità General de l'Exèrcit dels Estats Units[43]
- Nora Sun: Neta de Sun Yat-sen i ex diplomàtica nord-americana
- Jack Tilton (1951-2017), marxant d'art[44]

### Moda i fitness
- Michael Bastian: Dissenyador de moda
- Ruthie Davis: Fundadora i Dissenyadora de Ruthie Davis